# John Lilly (Informatiker)

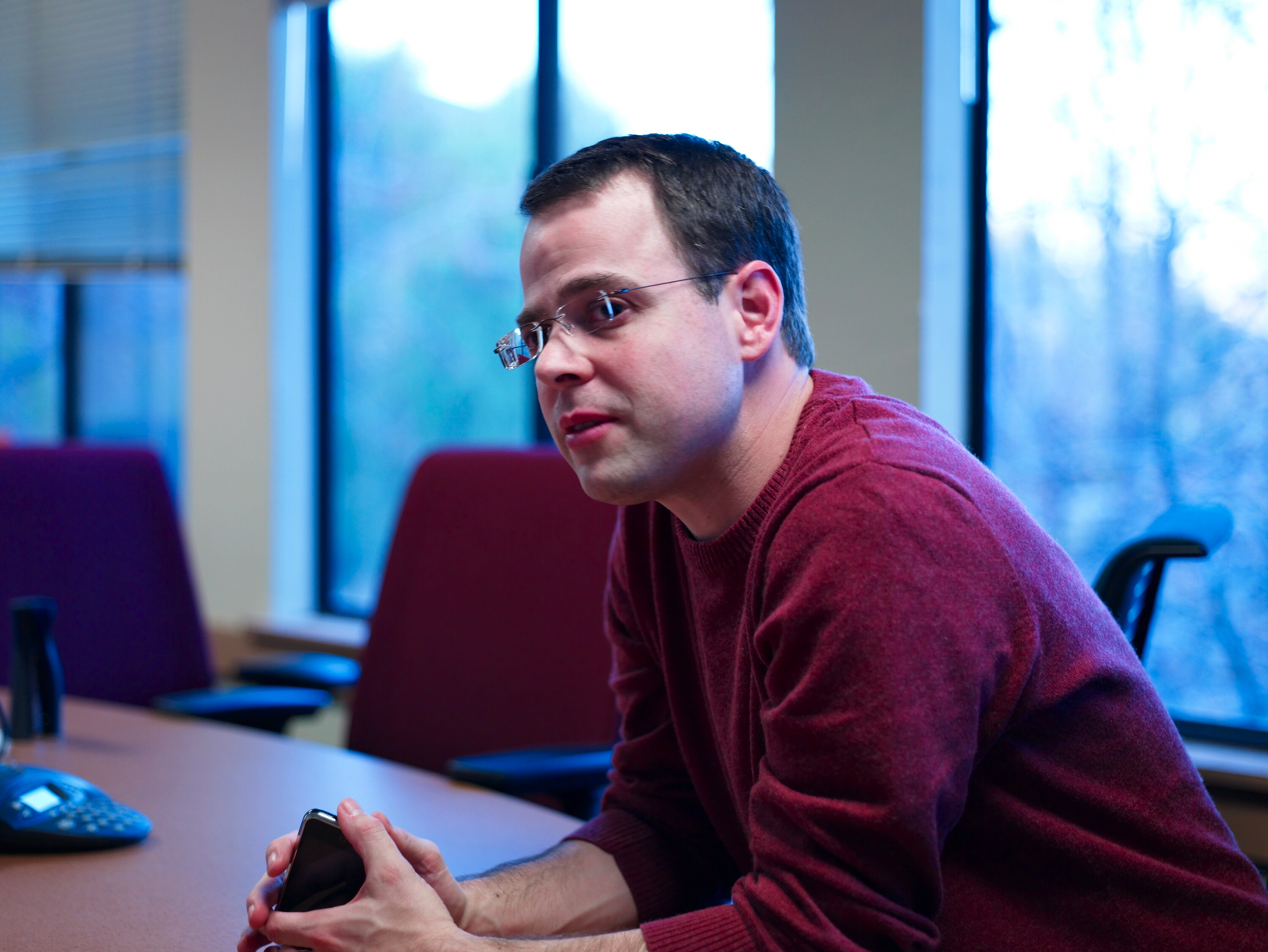
John Lilly

John Lilly (* 1971) ist ein US-amerikanischer Informatiker, Manager und Softwareentwickler.

## Leben
Lilly war bis März 2014 Mitglied im Board of Directors der Mozilla  Corporation, einer Tochtergesellschaft der Mozilla Foundation. Die Corporation entwickelt quelloffene Anwendungen unter der Dachmarke Mozilla, unter anderem den Webbrowser Mozilla Firefox und das Betriebssystem Firefox OS für Smartphones.
Von Januar 2008 bis 2010 war Lilly Chief Executive Officer der Mozilla  Corporation, er folgte auf Mitchell Baker. Vorher war Lilly dort Chief Operating Officer.
Lilly sitzt derzeit im Vorstand der Open Source Application Foundation und der Participatory Culture Foundation. Er hat einen Bachelor of Science und Master of Science in Informatik von der Stanford University. Außerdem hat Lilly 5 US-Patente inne.